# Hoste (Mosel·la)
Hoste és un municipi francès, situat al departament del Mosel·la i a la regió del Gran Est. L'any 2007 tenia 705 habitants.

## Demografia

### Població
El 2007 la població de fet de Hoste era de 705 persones. Hi havia 231 famílies, de les quals 25 eren unipersonals (8 homes vivint sols i 17 dones vivint soles), 80 parelles sense fills, 113 parelles amb fills i 13 famílies monoparentals amb fills.
La població ha evolucionat segons el següent gràfic:
Habitants censats

### Habitatges
El 2007 hi havia 248 habitatges, 238 eren l'habitatge principal de la família, 3 eren segones residències i 7 estaven desocupats. 230 eren cases i 18 eren apartaments. Dels 238 habitatges principals, 213 estaven ocupats pels seus propietaris, 15 estaven llogats i ocupats pels llogaters i 10 estaven cedits a títol gratuït; 3 tenien dues cambres, 13 en tenien tres, 38 en tenien quatre i 184 en tenien cinc o més. 226 habitatges disposaven pel capbaix d'una plaça de pàrquing. A 72 habitatges hi havia un automòbil i a 151 n'hi havia dos o més.

### Piràmide de població
La piràmide de població per edats i sexe el 2009 era:
| Homes | Edats   | Dones |
| ----- | ------- | ----- |
| 0     | 95 o +  | 0     |
| 0     | 90 a 94 | 0     |
| 0     | 85 a 89 | 8     |
| 0     | 80 a 84 | 0     |
| 4     | 75 a 79 | 16    |
| 4     | 70 a 74 | 0     |
| 16    | 65 a 69 | 12    |
| 16    | 60 a 64 | 16    |
| 12    | 55 a 59 | 20    |
| 28    | 50 a 54 | 8     |
| 12    | 45 a 49 | 16    |
| 32    | 40 a 44 | 24    |
| 24    | 35 a 39 | 24    |
| 28    | 30 a 34 | 36    |
| 16    | 25 a 29 | 12    |
| 12    | 20 a 24 | 16    |
| 24    | 15 a 19 | 8     |
| 24    | 10 a 14 | 28    |
| 12    | 5 a 9   | 8     |
| 16    | 0 a 4   | 16    |

## Economia
El 2007 la població en edat de treballar era de 462 persones, 305 eren actives i 157 eren inactives. De les 305 persones actives 283 estaven ocupades (151 homes i 132 dones) i 23 estaven aturades (10 homes i 13 dones). De les 157 persones inactives 42 estaven jubilades, 52 estaven estudiant i 63 estaven classificades com a «altres inactius».

### Ingressos
El 2009 a Hoste hi havia 239 unitats fiscals que integraven 669,5 persones, la mediana anual d'ingressos fiscals per persona era de 17.505 €.

### Activitats econòmiques
Dels 11 establiments que hi havia el 2007, 5 eren d'empreses de construcció, 3 d'empreses de comerç i reparació d'automòbils, 1 d'una empresa de serveis, 1 d'una entitat de l'administració pública i 1 d'una empresa classificada com a «altres activitats de serveis».
Dels 2 establiments de servei als particulars que hi havia el 2009, 1 era una fusteria i 1 lampisteria.
L'únic establiment comercial que hi havia el 2009 era una botiga de mobles.
L'any 2000 a Hoste hi havia 9 explotacions agrícoles.

## Equipaments sanitaris i escolars
El 2009 hi havia una escola elemental integrada dins d'un grup escolar amb les comunes properes formant una escola dispersa.

## Poblacions més properes
El següent diagrama mostra les poblacions més properes.